# Rijnvoetbalkampioenschap 1927/28 (West-Duitsland)
In 1927/28 werd het achtste Rijnvoetbalkampioenschap gespeeld, dat georganiseerd werd door de West-Duitse voetbalbond.
SpVgg Sülz 07 werd kampioen en plaatste zich voor de West-Duitse eindronde. Als vicekampioen was ook VfR 04 Köln geplaatst. De club werd meteen uitgeschakeld door CSC 03 Kassel. Sülz werd in een groepsfase met zeven clubs kampioen en plaatste zich ook voor de nationale eindronde. De club versloeg Eintracht Frankfurt en verloor dan met 5:2 van Bayern München. 
FV 04 Neuwied nam de naam SC 04 Neuwied aan. Na dit seizoen werden de clubs uit de regio Koblenz overgeheveld naar de nieuwe Midden

## 1. Bezirksklasse

### Groep A
| Plaats | Club                         | Wed. | W  | G | V  | Saldo | Ptn.  |
| ------ | ---------------------------- | ---- | -- | - | -- | ----- | ----- |
| 1.     | CfR 1899 Köln                | 14   | 10 | 2 | 2  | 46:19 | 22:6  |
| 2.     | Rheydter SpV 05              | 14   | 9  | 2 | 3  | 52:19 | 20:8  |
| 3.     | SC 1894 München-Gladbach     | 14   | 7  | 2 | 5  | 39:33 | 16:12 |
| 4.     | Mülheimer SV 06              | 14   | 7  | 2 | 5  | 34:34 | 16:12 |
| 5.     | Dürener SC 03                | 14   | 7  | 1 | 6  | 37:35 | 15:13 |
| 6.     | Aachener TuSV Alemannia 1900 | 14   | 5  | 1 | 8  | 34:34 | 11:17 |
| 7.     | TuRa 1904 Bonn               | 14   | 3  | 1 | 10 | 23:50 | 7:21  |
| 8.     | VfJuV Kalk 05                | 14   | 2  | 1 | 11 | 19:60 | 5:23  |

|  | Geplaatst voor finalegroep |
|  | Play-off voor finalegroep  |
|  | Degradatie                 |

### Groep B
| Plaats | Club                          | Wed. | W  | G | V | Saldo | Ptn.  |
| ------ | ----------------------------- | ---- | -- | - | - | ----- | ----- |
| 1.     | SpVgg Sülz 07                 | 14   | 12 | 1 | 1 | 57:20 | 25:3  |
| 2.     | VfL Borussia München-Gladbach | 14   | 12 | 1 | 1 | 61:22 | 25:3  |
| 3.     | VfJuV 1896 Düren              | 14   | 5  | 2 | 7 | 28:39 | 12:16 |
| 4.     | Godesberger FV 08             | 14   | 5  | 1 | 8 | 27:38 | 11:17 |
| 5.     | Kölner BC 01                  | 14   | 5  | 1 | 8 | 23:38 | 11:17 |
| 6.     | SC Blau-Weiß 06 Köln          | 14   | 4  | 2 | 8 | 22:37 | 10:18 |
| 7.     | SV Odenkirchen 07             | 14   | 3  | 3 | 8 | 28:33 | 9:19  |
| 8.     | Aachener SC 1910              | 14   | 4  | 1 | 9 | 24:43 | 9:19  |

Play-off
|  |               |       |                               |  |
|  | SpVgg Sülz 07 | 4 – 1 | VfL Borussia München-Gladbach |  |
|  |               |       |                               |  |

### Groep C
| Plaats | Club                              | Wed. | W | G | V  | Saldo | Ptn.  |
| ------ | --------------------------------- | ---- | - | - | -- | ----- | ----- |
| 1.     | VfR Köln 04 rrh.                  | 14   | 9 | 3 | 2  | 53:26 | 21:7  |
| 2.     | Bonner FV 01                      | 14   | 8 | 2 | 4  | 34:20 | 18:10 |
| 3.     | Dürener SpV 06                    | 14   | 7 | 3 | 4  | 36:35 | 17:11 |
| 4.     | SC Viktoria 04 Rheydt             | 14   | 6 | 4 | 4  | 37:29 | 16:12 |
| 5.     | SV Rhenania 1900 Köln-Ehrenfelder | 14   | 5 | 4 | 5  | 38:39 | 14:14 |
| 6.     | VfB 08 Aachen                     | 14   | 4 | 3 | 7  | 27:34 | 11:17 |
| 7.     | FC Eintracht München-Gladbach     | 14   | 2 | 4 | 8  | 23:42 | 8:20  |
| 8.     | SSV Vingst 05                     | 14   | 3 | 1 | 10 | 25:48 | 7:21  |

|  | Geplaatst voor finalegroep |
|  | Degradatie                 |

### Groep D
| Plaats | Club                    | Wed. | W  | G | V  | Saldo | Ptn.  |
| ------ | ----------------------- | ---- | -- | - | -- | ----- | ----- |
| 1.     | FV 1911 Neuendorf       | 14   | 12 | 1 | 1  | 46:14 | 25:3  |
| 2.     | SpVgg 1910 Andernach    | 14   | 10 | 1 | 3  | 42:25 | 21:7  |
| 3.     | SC 1904 Neuwied         | 14   | 10 | 0 | 4  | 54:30 | 20:8  |
| 4.     | SC Koblenz 1900/02      | 14   | 8  | 0 | 6  | 44:39 | 16:12 |
| 5.     | SpVgg 1911 Elz          | 14   | 6  | 0 | 8  | 28:32 | 12:16 |
| 6.     | FV Engers 1907          | 14   | 4  | 0 | 10 | 30:40 | 8:20  |
| 7.     | SV Rheinland 1914 Mayen | 14   | 3  | 2 | 9  | 23:44 | 8:20  |
| 8.     | SV Viktoria 08 Neuwied  | 14   | 1  | 0 | 13 | 17:60 | 2:26  |

|  | Geplaatst voor finalegroep en Middenrijncompetitie 1928/29 |
|  | Geplaatst voor Middenrijncompetitie 1928/29                |
|  | Promotie/degradatie play-off                               |
|  | Degradatie                                                 |

### Finalegroep
| Plaats | Club              | Wed. | W | G | V | Saldo | Ptn. |
| ------ | ----------------- | ---- | - | - | - | ----- | ---- |
| 1.     | SpVgg Sülz 07     | 3    | 3 | 0 | 0 | 16:3  | 6:0  |
| 2.     | VfR Köln 04 rrh.  | 3    | 1 | 1 | 1 | 4:6   | 3:3  |
| 3.     | FV 1911 Neuendorf | 3    | 1 | 0 | 2 | 6:14  | 2:4  |
| 4.     | CfR 1899 Köln     | 3    | 0 | 1 | 2 | 3:6   | 1:5  |

|  | Kampioen, geplaatst voor West-Duitse eindronde |
|  | Geplaatst voor West-Duitse eindronde           |

## 2. Bezirksklasse

### Promotie-eindronde

#### Groep Rijn
| Plaats | Club                    | Wed. | W | G | V | Saldo | Ptn.  |
| ------ | ----------------------- | ---- | - | - | - | ----- | ----- |
| 1.     | SV 09 Bergisch Gladbach | 5    | 4 | 0 | 1 | 11:06 | 08:02 |
| 2.     | SV Dohr 1907            | 5    | 2 | 1 | 2 | 09:12 | 05:05 |
| 3.     | Alsdorfer SVgg 1919     | 5    | 2 | 1 | 2 | 05:07 | 05:05 |
| 4.     | Kölner SC 1899          | 5    | 1 | 2 | 2 | 07:05 | 04:06 |
| 5.     | FC Jugend 1907 Bergheim | 5    | 1 | 2 | 2 | 10:10 | 04:06 |
| 6.     | SV 1910 Waldhausen      | 5    | 1 | 2 | 2 | 03:05 | 04:06 |

|  | Promotie |

#### Groep Middenrijn
| Plaats | Club                 | Wed. | W | G | V | Saldo | Ptn.  |
| ------ | -------------------- | ---- | - | - | - | ----- | ----- |
| 1.     | VfB Lützel           | 2    | 2 | 0 | 0 | 16:04 | 04:00 |
| 2.     | FV Niederbieber Wied | 2    | 0 | 1 | 1 | 04:09 | 01:03 |
| 3.     | TuS Nassovia Nassau  | 2    | 0 | 1 | 1 | 02:09 | -     |

|  | Promotie naar Middenrijncompetitie 1928/29 |
|  | Play-off tweede plaats                     |

Play-off tweede plaats
|  |                      |       |                     |  |
|  | FV Niederbieber Wied | 7 – 3 | TuS Nassovia Nassau |  |
|  |                      |       |                     |  |

Promotie/degradatie play-off
|  |                |       |                      |  |
|  | FV Engers 1907 | 7 – 3 | FV Niederbieber Wied |  |
|  |                |       |                      |  |

FV Engers blijft in de eerste klasse. 